# نيكولاس سينتزيف
نيكولاس سينتزيف (بالإنجليزية: Nicholas B. Suntzeff)‏ (من مواليد 22 نوفمبر 1952، سان فرانسيسكو) هو أستاذ متميز بالجامعة الأمريكية. ويعتبر فلكي رصدي متخصص في علم الكونيات، المستعرات الأعظمية، المجموعات النجمية، والأجهزة الفلكية.
```
مع 
بريان شميدت
، أسس فريق High-z Supernova Search Team، الذي تم تكريمه 
بجائزة نوبل في الفيزياء
 في عام 2011 
لبريان شميدت
 
وآدم ريس
.
```